# 香農代爾 (印第安納州)
香農代爾（英語：Shannondale）是位於美國印地安納州布恩縣與蒙哥馬利縣的一個非建制地區。該地的面積和人口皆未知。

## 地理
香農代爾的座標為40°03′17″N 86°41′44″W / 40.05472°N 86.69556°W，而該地的平均海拔高度為262米（即860英尺）。